# 萊克斯泰鎮區 (明尼蘇達州林肯縣)
萊克斯泰鎮區（英語：Lake Stay Township）是位於美國明尼蘇達州林肯縣的一個行政鎮區。

## 地方資料
萊克斯泰鎮區的面積為92.25平方千米，當中陸地面積為90.63平方千米，而水域面積為1.62平方千米。根據2020年美國人口普查的數據，當地共有人口137人，而人口密度為每平方千米1.49人。